# Daniel Paiva
Daniel Paiva (Belo Horizonte, 12 de fevereiro de 1975) é um quadrinista e músico brasileiro. Começou a publicar seus quadrinhos nas revistas independentes Tarja Preta, Mosh, Glamour Popular e Golden Shower. Como músico, toca trompete na Fanfarra Paradiso e participa das bandas Luísa mandou um beijo e Orquestra Voadora. Em 2010 dirigiu, ao lado de Daniel Juca, o documentário Malditos Cartunistas, que posteriormente viraria série no Canal Brasil. Além da codireção, foi também responsável pela trilha sonora do documentário. Pelo documentário e a série, ganhou, respectivamente em 2011 e 2013, o Troféu HQ Mix na categoria "melhor produção para outras linguagens". Ativista pela descriminalização da maconha, Daniel Paiva participa da Marcha da Maconha, em 2004, criou o personagem Boldinho, uma paródia do Cebolinha de Mauricio de Sousa, em dezembro de 2020, foi notificado extrajudicialmente pela Mauricio de Sousa Produções, que alega que a paródia traz descrédito ao personagem Cebolinha, logo após isso,o artista retirou todas artes do personagem Boldinho que havia publicado na Internet.